# Ogéviller
Ogéviller település Franciaországban, Meurthe-et-Moselle megyében. Lakosainak száma 279 fő (2022. január 1.). Ogéviller Buriville, Fréménil, Herbéviller és Réclonville községekkel határos.

## Népesség
A település népességének változása:
| Lakosok száma | 305  | 300  | 281  | 302  | 294  | 287  | 283  | 279  | 278  | 279  |
|               | 1968 | 1982 | 1990 | 2006 | 2013 | 2015 | 2017 | 2019 | 2020 | 2022 |